# Педрос, Рейнальд
Рейнальд Педрос (фр. Reynald Pedros; род. 10 октября 1971, Орлеан) — французский футболист, полузащитник, завершивший карьеру в 2009 году. Также футбольный тренер, с 2017 года работающий с женскими футбольными командами. В 2018 году получил награду ФИФА как лучший тренер в женском футболе.

## Клубная карьера
Известность Педрос получил, играя за «Нант» с 1990 по 1996 года. Играл на позиции левого атакующего полузащитника. Входил в трио форвардов «Нанта»: Педрос, Патрис Локо и Николя Уэдек. В 1995 году стал чемпионом Франции. Также с «Нантом» Рейналд в следующем сезоне дошёл до полуфинала Лиги чемпионов.

## Карьера за сборную
У него схожая ситуация с Давидом Жинола — ужасный последний матч квалификации на чемпионат мира, не позволивший сборной выйти в финальную стадию турнира, и впоследствии он был исключён из сборной Франции.
Перед чемпионатом Европы 1996 Педроса считали одним из лучших французских полузащитников, наравне с Зинедином Зиданом.
На турнире в Англии Франция дошла до полуфинала, где ей встретилась сборная Чехии. В основное и в дополнительное время счет оставался 0:0. В серии пенальти каждая из сборных реализовала по 5 ударов. На шестой удар пошёл Педрос. Пробил он слабо, и удар отбил чешский вратарь Петр Коуба. У чехов шестой удар пробил и забил защитник Мирослав Кадлец, тем самым выбил Францию из «гонки за чемпионство».
После чемпионата Европы у Рейнальда сильно ухудшилась ситуация в сборной и он стал нелюбимчиком у французских фанатов.

### Голы за сборную
| #  | Дата            | Место                      | Соперник    | Счёт | Результат | Турнир                  |
| -- | --------------- | -------------------------- | ----------- | ---- | --------- | ----------------------- |
| 1. | 6 сентября 1995 | Аббе-Дешам, Осер           | Азербайджан | 4:0  | 10:0      | Квалификация на ЧЕ 1996 |
| 2. | 24 января 1996  | Парк де Пренс, Париж       | Португалия  | 3:2  | 3:2       | Товарищеский матч       |
| 3. | 29 мая 1996     | Стад де ла Мено, Страсбург | Финляндия   | 2:0  | 2:0       | Товарищеский матч       |
| 4. | 9 октября 1996  | Парк де Пренс, Париж       | Турция      | 2:0  | 4:0       | Товарищеский матч       |

## Титулы и достижения
В качестве игрока:
- Победитель Чемпионата Франции по футболу 1994/1995.
- Финалист и лучший бомбардир (5 голов) Кубка Франции по футболу 1993 г.
- Лучший ассистент Чемпионата Франции по футболу в 1993/1994 и 1994/1995.

В качестве тренера:
- Победитель женской Лиги чемпионов УЕФА в 2018 и 2019 гг.
- Победитель Чемпионата Франции среди женщин в 2018 и 2019 гг.